# Wolfgang Langenbeck
Wolfgang Wilhelm Langenbeck (* 21. Juni 1899 in Göttingen; † 26. März 1967 in Rostock) war ein deutscher Chemiker.
Wolfgang Langenbeck war Hochschulprofessor an verschiedenen deutschen Hochschulen, unter anderem in Münster (Westfalen), wo er ein bekanntes Lehrbuch der organischen Chemie verfasste. 1933 wurde er Professor für organische Chemie an der Universität Greifswald. Zum 1. Mai 1937 trat er der NSDAP (Mitgliedsnummer 4.013.337) und im selben Jahr der SA bei. Von 1940 bis 1945 lehrte er als Professor für Organische und organisch-technische Chemie an der Technischen Hochschule Dresden. Frühzeitig erkannte er die Bedeutung der organischen Katalyse und deren Beziehung zu den Enzymen.
Ab 1947 forschte und lehrte er an der Universität Rostock. 1951 übernahm er zusätzlich den Lehrstuhl für organische Chemie an der Martin-Luther-Universität in Halle/Saale und wurde Direktor des Instituts für Katalyseforschung der Akademie der Wissenschaften der DDR in Rostock.
Ab 1953 war er ordentliches Mitglied der Berliner Akademie der Wissenschaften. 1954 wurde er als korrespondierendes Mitglied in die Sächsische Akademie der Wissenschaften aufgenommen. Der Heidelberger Akademie der Wissenschaften gehörte er seit 1963 als korrespondierendes Mitglied an. Er war seit 1952 auch Mitglied der Leopoldina. 1955 erhielt er den Nationalpreis der DDR. Von 1957 bis 1959 war er Vorsitzender der Chemischen Gesellschaft der DDR.
Im Jahre 1960 wurde er mit der August-Kekulé-Medaille für seine Verdienste auf dem Gebiet der Katalyseforschung ausgezeichnet.
Zu seinen Studenten gehörte unter anderem der spätere Chemiker und Hochschullehrer Heinz Dehne.